# 克魯波韋
51°33′51″N 26°28′58″E / 51.56417°N 26.48278°E
克魯波韋（烏克蘭語：Крупове），是烏克蘭西北部的村莊，隸屬里夫內州的薩爾內區。該村始建於1561年，面積0.67平方公里，海拔高度153米，2022年人口600，人口密度每平方公里1,188.1人。